# Lutz Pfannenstiel
Lutz Pfannenstiel (n. 12 mai 1973, Zwiesel, Bavaria, Germania) este un portar de fotbal german retras din activitate.